# Newrybar
Newrybar est un village australien situé dans la zone d'administration locale du comté de Ballina, dans la région des Rivières du Nord dans l'État de Nouvelle-Galles du Sud, en Australie.
Newrybar est situé à 15 km au nord de Ballina, au sud du comté de Byron, au nord de Teven, à l'ouest de Lennox Head et à l'est de Brooklet.
La population s'élevait à 444 habitants en 2016.